# Furfurylalkohol
Furfurylalkohol, (systematický název (furan-2-yl)methanol, je organická sloučenina obsahující molekulu furanu, na níž je navázána hydroxymethylová skupina. V čisté formě je to čirá kapalina, ovšem delším stáním mění barvu na jantarově žlutou. Je mísitelný s vodou, v takové směsi je však nestabilní. Patří mezi běžná organická rozpouštědla. Při zahřívání s kyselinami za přítomnosti katalyzátoru se polymeruje na polyfurfurylalkohol.

## Výroba
Furfurylalkohol se průmyslově vyrábí redukcí aldehydu furfuralu, jenž je obvykle získáván z odpadní biomasy jako jsou odzrněné kukuřičné klasy. Díky tomu je furfurylalkohol řazen do „zelené chemie“.
Také se vyrábí disproporcionací furfuralu Cannizzarovou reakcí, kde je dalším produktem kyselina furoová.

## Reakce
Jelikož jde o alkohol, lze jej oxidovat, zde konkrétně na aldehyd furfural a kyselinu 2-furoovou.

## Použití

### Plasty
Furfurylalkohol se nejvíce používá jako monomer pro výrobu furanových pryskyřic, které se používají jako složky cementů a lepidla. K výrobě se používá kysele katalyzovaná polykondenzace. Níže je zobrazen zjednodušený příklad takové reakce:

### Ostatní použití
Furfurylalkohol byl používán jako raketové palivo, které hypergolicky reaguje s červenou nebo bílou dýmavou kyselinou dusičnou, která slouží jako oxidační činidlo.
Díky nízké molární hmotnosti může být furfurylalkohol napuštěn do dřeva, kde jej lze polymerizovat a spojit se dřevem za použití tepla, záření anebo kalyzátorů případně dalších látek. Takto upravené dřevo má lepší vlastnosti jako jsou tvrdost a odolnost vůči hmyzu; jako katalyzátor se může použít chlorid zinečnatý, kyselina citronová nebo mravenčí nebo boritany.